# Roignais
Roignais – szczyt w Alpach Graickich, części Alp Zachodnich. Leży we wschodniej Francji w regionie Owernia-Rodan-Alpy. Należy do Masywu Beaufortain, którego jest najwyższym szczytem. Szczyt można zdobyć ze schroniska Refuge de la Balme (2009 m).
W pobliżu masywu znajdują się następujące masywy Alp: Aravis, Bauges, Lauzière, Vanoise oraz Mont-Blanc.